# Nahrungskarenz
Als Nahrungskarenz (oder nur Karenz) wird in der Medizin die therapeutische Maßnahme des zeitlich begrenzten Verzichts auf Nahrung bezeichnet, meist vor einer Blutentnahme oder einer Operation mit Narkose. Weiters wird die Nahrungskarenz auch bei akuten Erkrankungen des Magen-Darm-Trakts (Gastritis, Ileus, Pankreatitis) und diagnostischen Maßnahmen (z. B. bei Untersuchungen des Magen-Darm-Trakts) angewendet. Umgangssprachlich wird von Nüchternheit gesprochen. Allgemein wird damit auch der Verzicht auf oral zugeführte Nahrung bezeichnet und ist Bestandteil mancher Formen des Fastens und der Null-Diät.
Konkret bedeutet Nahrungskarenz im medizinischen Kontext, dass der Patient einige Stunden vor einem Ereignis (z. B. einem Test, einer Operation oder dem Schlaf) nichts essen und trinken soll, und zwar weder feste noch flüssige Nahrung – die genauen Empfehlungen unterscheiden sich je nach Maßnahme.

## Vor einer Blutentnahme
Hintergrund der Nahrungskarenz im Zusammenhang von Blutentnahmen für medizinische Tests ist, dass Nahrung das Ergebnis von bestimmten Tests verfälschen kann, abhängig von der Art der durchgeführten Tests. Wenn nüchternes Erscheinen für medizinische Tests notwendig ist, dann lautet die Empfehlung 12 bis 14 Stunden vor einem Test nichts zu essen, also außer Wasser (und ggf. ungezuckerten Tees) weder feste noch flüssige Nahrung zu sich zu nehmen. In diesem Zusammenhang ist auch die Einnahme von Medikamenten dem Arzt mitzuteilen, da auch diese bestimmte Tests verfälschen können.

## Vor einer Operation
Vor einem geplanten Eingriff muss eine präoperative Nahrungskarenz eingehalten werden, um das Zurückfließen oder Erbrechen von Mageninhalt und dessen Eindringen in die Lunge (Aspiration) bei der Narkoseeinleitung zu vermeiden, da die Anästhetika den Verschluss der Speiseröhre (Verschlusskraft des oberen Ösophagussphinkters) und die Schutzreflexe des Patienten (Husten, Schlucken, Würgen) beeinträchtigen.
Die Fachgesellschaften empfehlen für feste Speisen eine Nüchternheit von sechs Stunden, für klare Flüssigkeiten wie Wasser oder Kaffee mit weniger als einem Fünftel Milch sind zwei Stunden ausreichend, um eine Entleerung des Magens zu gewährleisten. Säuglinge sollten zuletzt vier Stunden vor dem Eingriff gestillt werden.